# بازگنبد
بازگنبد یا بوزایی گنبذ روستایی در واخان در شرق افغانستان است. بازگنبد ۳٬۸۴۰٫۵۳ متر بالاتر از سطح دریا واقع شده‌است. این روستا نزدیک‌ترین سکونتگاه افغانستان به گذرگاه واخجیر، در مرز چین و افغانستان است.